# Schänis
Schänis är en ort och kommun i distriktet See-Gaster i kantonen Sankt Gallen, Schweiz. Kommunen har 4 154 invånare (2023).
I kommunen ligger även en del av orten Ziegelbrücke.